# Philotheria validirostris
Philotheria validirostris är en insektsart som först beskrevs av Stsl 1866.  Philotheria validirostris ingår i släktet Philotheria och familjen Dictyopharidae. Inga underarter finns listade i Catalogue of Life.